# 除冰

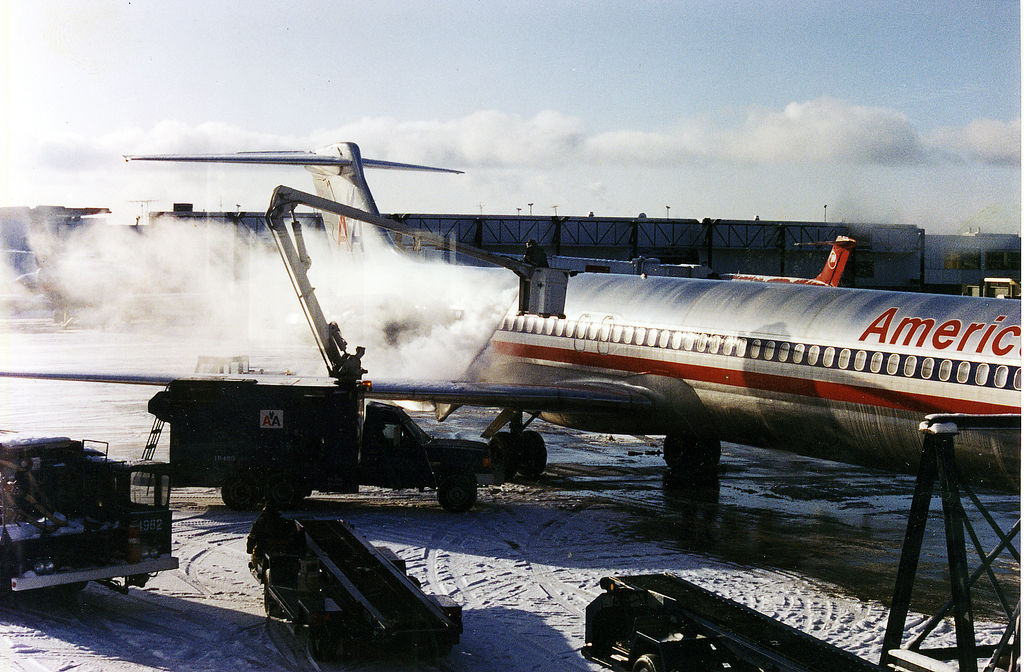
正在進行除冰作業的美國航空波音717。

除冰是指除去某物件表面的冰之作业。冰可以透過用堅硬物件削去，或采用加熱或使用化學物品（如鹽或醇）的方式去除。道路上的除冰工作傳統上使用鹽，如氯化鈉、氯化鈣或氯化鎂。

## 外部連結
- 维基共享资源上的相關多媒體資源：除冰